# Erupción del monte Bandai de 1888

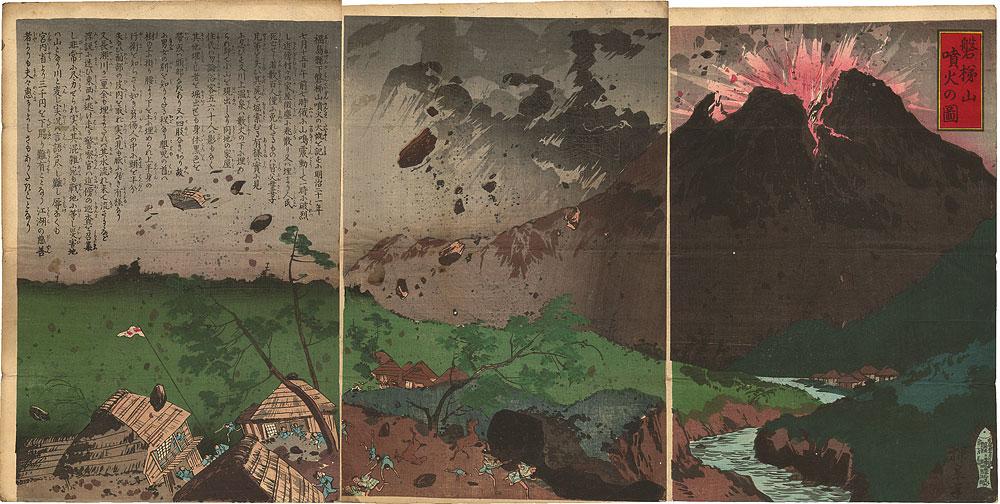
Impresión Ukiyo-e por Tankei que representa la Erupción del Monte Bandai, 1888

La erupción del Monte Bandai de 1888 fue una gran erupción volcánica que se produjo durante el periodo Meiji del Imperio de Japón. La erupción se produjo el 15 de julio de 1888, y flujos piroclásticos enterraron aldeas al norte de la montaña, y la devastación de la parte oriental de la región de Bandai, Prefectura de Fukushima, al norte de Tokio. Al menos 477 personas murieron y cientos resultaron heridas en lo que se convirtió en el peor desastre volcánico en la historia reciente de Japón.

## Trasfondo
Monte Bandai es un estratovolcán. Su última erupción (antes de la erupción de 1888) se había producido en el 806. El monte Bandai tenía un perfil cónico, y había sido comparado en la literatura con el Monte Fuji. El volcán Bandai constaba de cuatro picos: O-bandai (1,819 metros), Kushigamine (1,636 metros), Akahaniyama (1,427 metros), y Ko-bandai, que era ligeramente inferior al O-bandai.
Pequeños terremotos se registraron el 8, 9 y 10 de julio. Terremotos moderados ocurrieron el 13 y 14 de julio. Sin embargo, como los terremotos son comunes en todo Japón, los temblores no causaron gran preocupación.

## Erupción
El 15 de julio, tres terremotos ocurrieron antes de la principal de la erupción. El tercero era el más grande, alrededor de magnitud 5. A las 07:45, mientras que la tierra todavía estaba agitadonse, una erupción freática se inició en las fumarolas, aproximadamente, 100 metros ladera arriba de las termas de Kaminoyu en el flanco del Ko-Bandai. Sucesivas explosiones ocurrieron, cada explosión fue acompañada de truenos y una columna negra que ascendía 1300 metros. 
10 minutos después de las explosiones, un flujo piroclástico se apoderó de la parte oriental del volcán. De acuerdo con los testigos, una erupción freática continuó después de un gran colapso. Alrededor de las 10:00, una lluvia fuerte empezó a caer, trasformando la gran cantidad de ceniza volcánica en lahar (deslizamientos de tierra volcánicos). A las 16:00, la lluvia de ceniza había cesado.

## Consecuencias
La erupción había transformado cientos de kilómetros cuadrados de bosques y tierras de cultivo alrededor en terreno baldío. Varios pueblos fueron completamente enterrados bajo los deslizamientos de tierra, que también alteraron la topografía de la región, debido a la desviación de ríos y la creación de nuevos lagos. Aproximadamente 1,5 kilómetros cúbicos de la cumbre de la montaña se derrumbaron.
Los geólogos japoneses Seikei Sekiya y Y. Kikuchi de la Universidad Imperial de Tokio visitaron Bandai días después de la erupción. Después de varios meses estudiaron el nuevo cráter y las zonas devastadas, y se publicó un informe en inglés ("The eruption of Bandai-san" en la Universidad Imperial de Tokio Colegio de Ciencias Journal 3 (1890), pp 91-171), que es considerado un clásico en la vulcanología. Una fotografía de las ruinas de la montaña fue la primera fotografía periodística impresa por el Yomiuri Shimbun de Japón.
La erupción fue el primer gran desastre al que se enfrentó la naciente Cruz Roja Japonesa, la cual se movió rápidamente para proporcionar ayuda.
El distrito de los lagos formados por este cataclismo es ahora conocido como Urabandai o Bandai-kōgen, y se ha convertido en un destino turístico muy popular, especialmente el lago Goshiki-numa.